# قبه
قوبا یا قبه (به لاتین: Quba) 
(به لزگی: Къуба) شهری در شهرستان قوبا کشور جمهوری آذربایجان است. جمعیت این شهر بر اساس سرشماری سال ۱۹۸۹ میلادی، ۲۰٫۷۹۱ نفر و بر اساس سرشماری سال ۲۰۰۸ میلادی، ۲۲٫۹۰۰ بوده‌است.
این شهر تا ۱۸۱۳ میلادی یکی از شهرهای ایران بود و با پیمان گلستان از خاک ایران جدا شد.

## جغرافیا
قبه شهری در شمال غربی جمهوری آذربایجان و در دامنه‌های شمال شرقی کوه شاه‌داغ در رشته‌کوه قفقاز و در ارتفاع ۶۰۰ متری از سطح دریا جای دارد. این شهر در کرانه راست رودخانه قودیال جای دارد.
این شهر ۱۶۸ کیلومتر تا باکو، پایتخت جمهوری آذربایجان و ۳۹ کیلومتر تا مرز روسیه فاصله دارد.

## جاذبه‌های تاریخی
- مسجد جمعه: که در قرن ۱۹ ساخته شده و دارای گنبدی به قطر ۱۶ متر است.
- مسجد سکینه خاتون: که از آجر سرخ ساخته شده‌است.
- حمام چهور (جهود): که نمای بیرونی لانه زنبوری دارد.
- گور جمعی قبه: که بین ۴۰۰ تا ۶۰۰ جسد یهودیان کوهستان و مسلمان که توسط ارامنه کشته شده‌اند در آنجاست.

## شهرهای خواهرخوانده
- ارزین، ترکیه، از سال ۲۰۱۱[۵]
- قند، قرقیزستان، از سال ۲۰۱۶[۶]
- معالوت ترشیحا، اسرائیل، از سال ۲۰۱۹

## نگارخانه

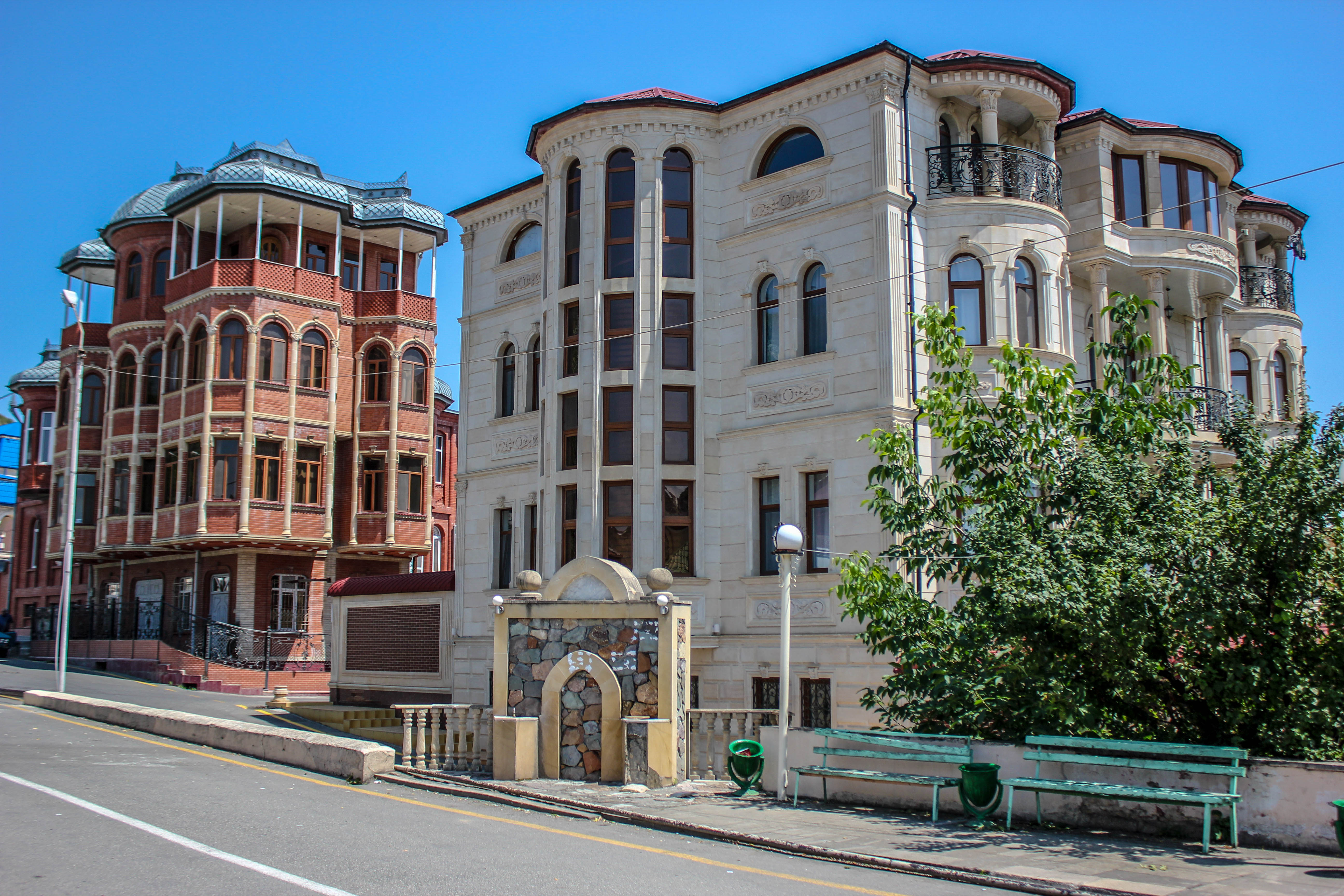
خانه‌های شهر قوبا

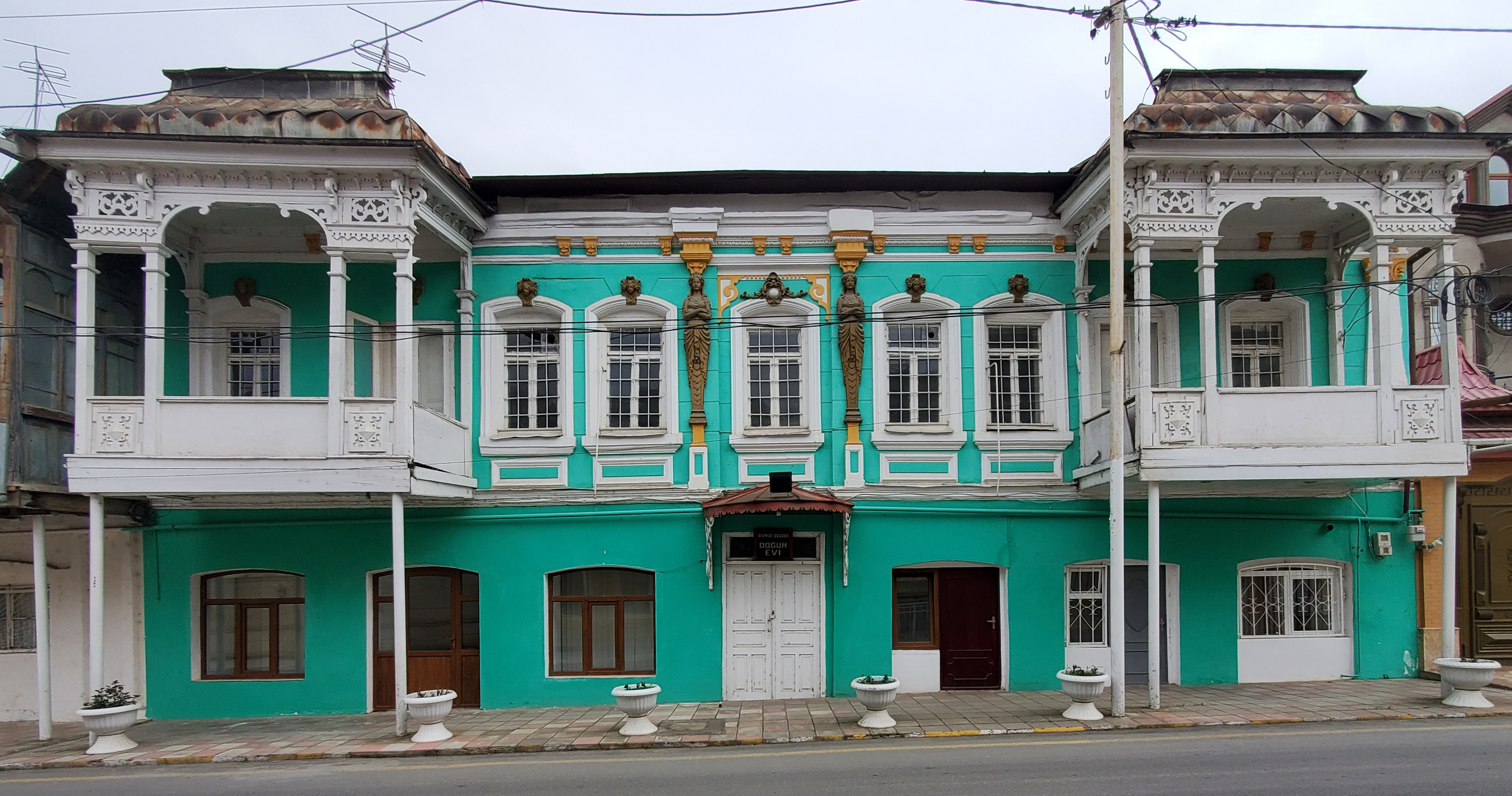
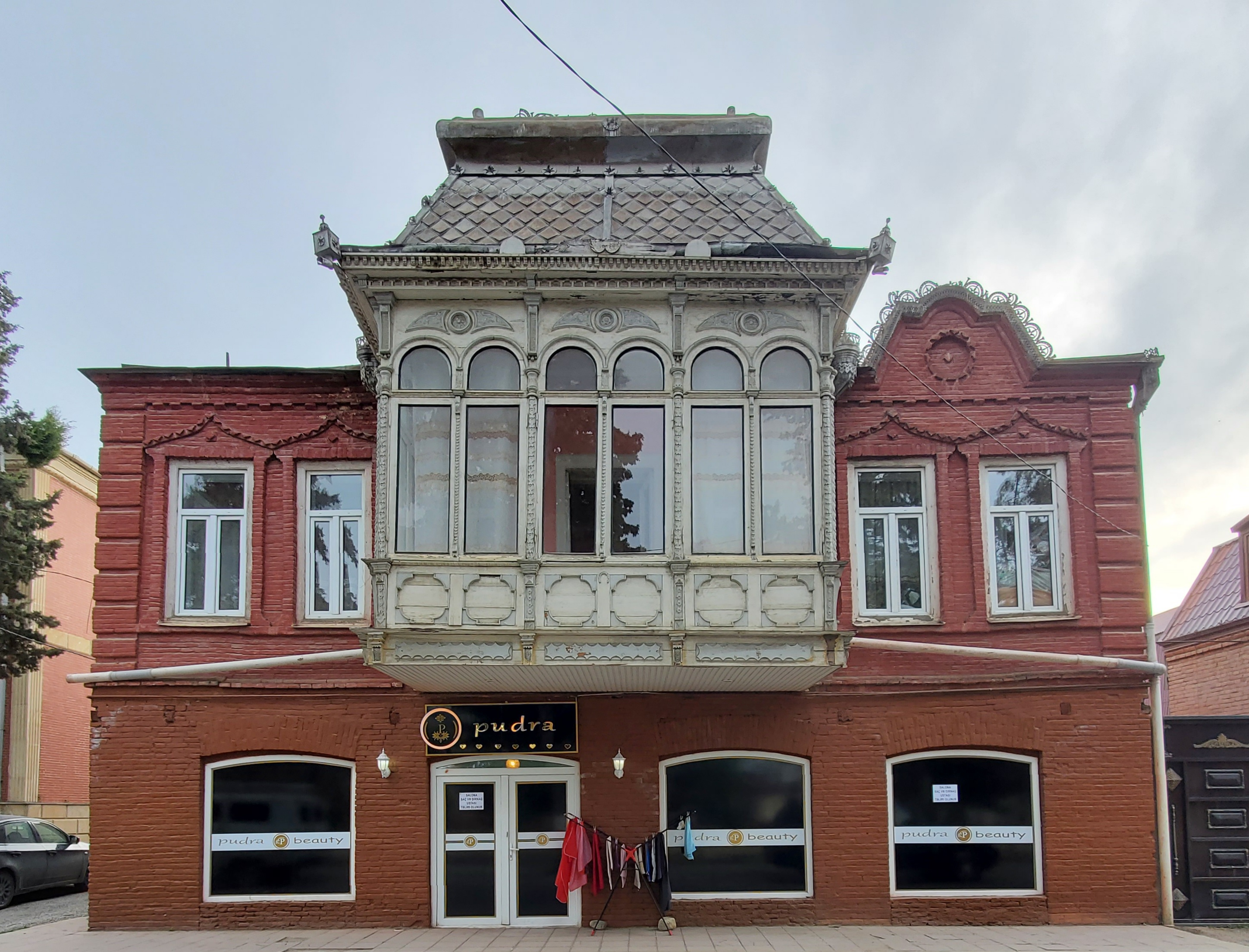
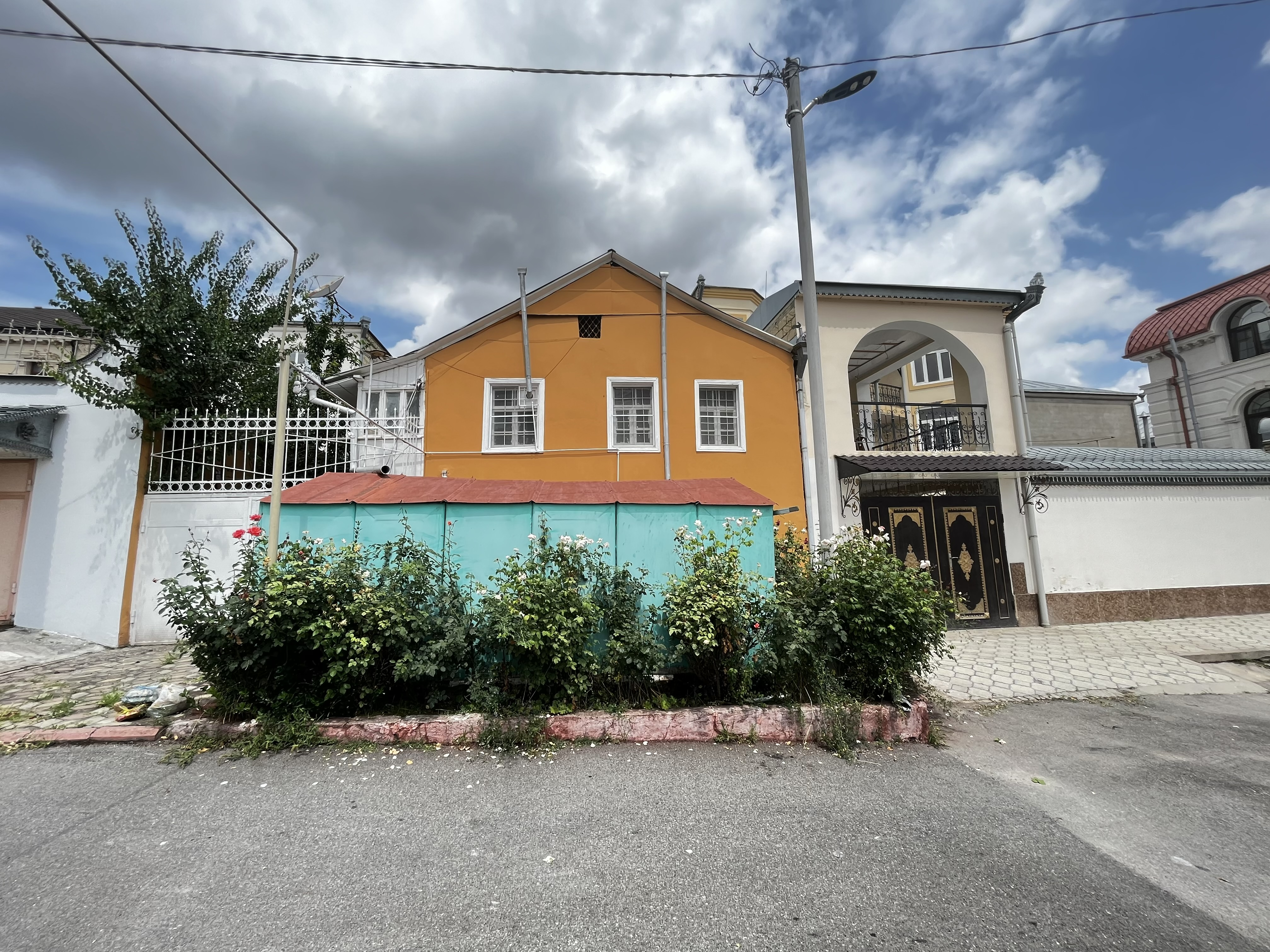
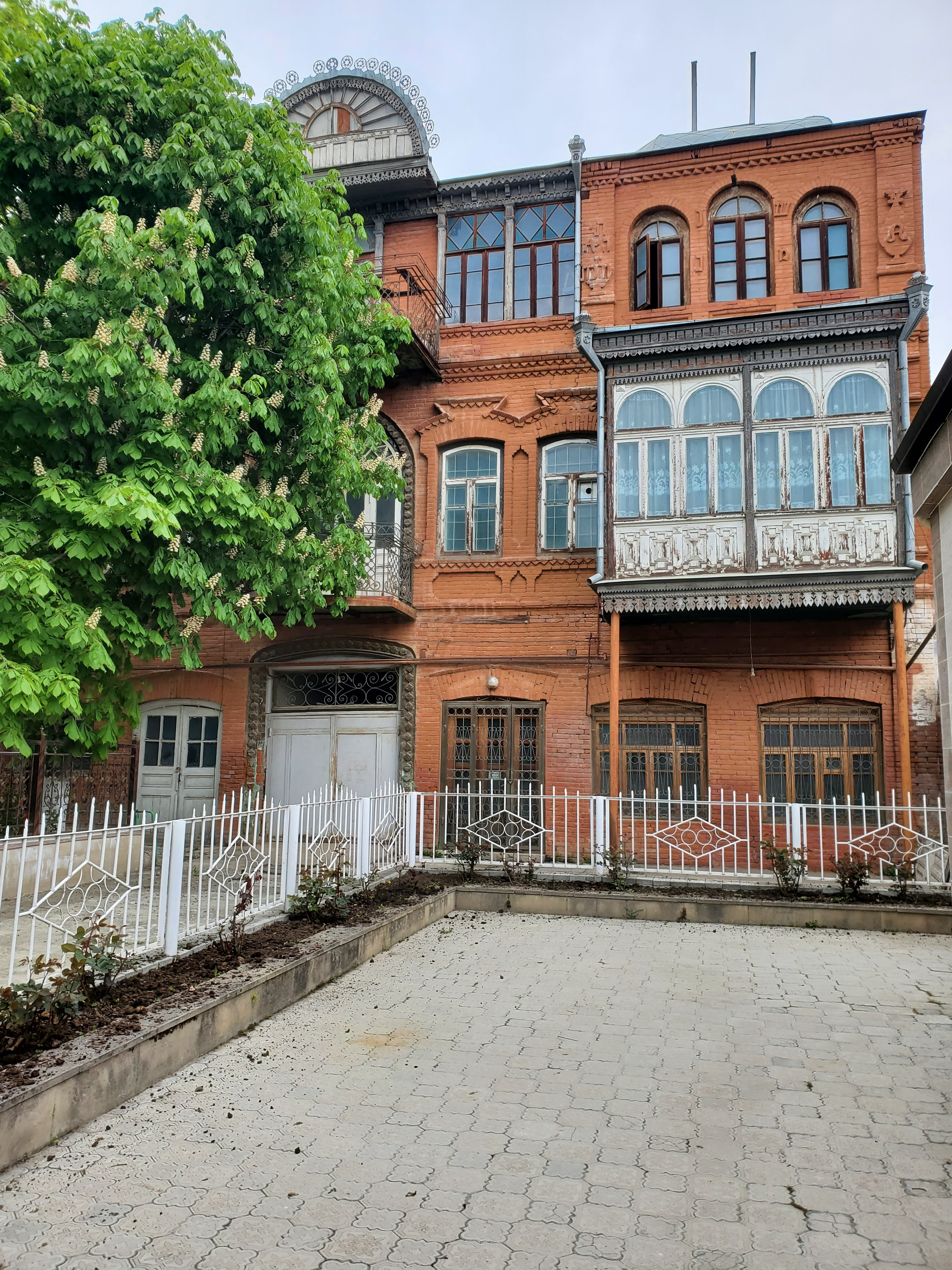
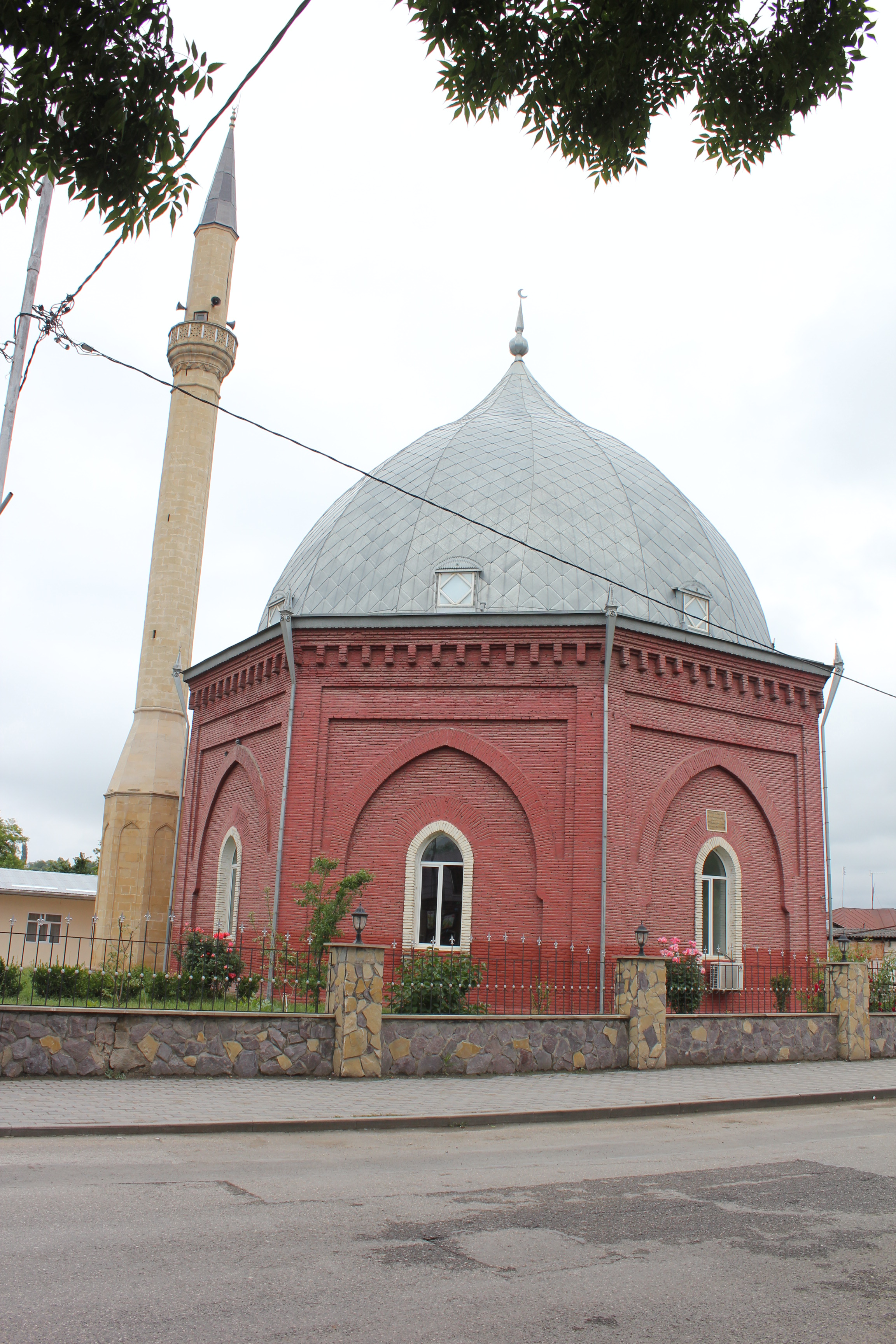
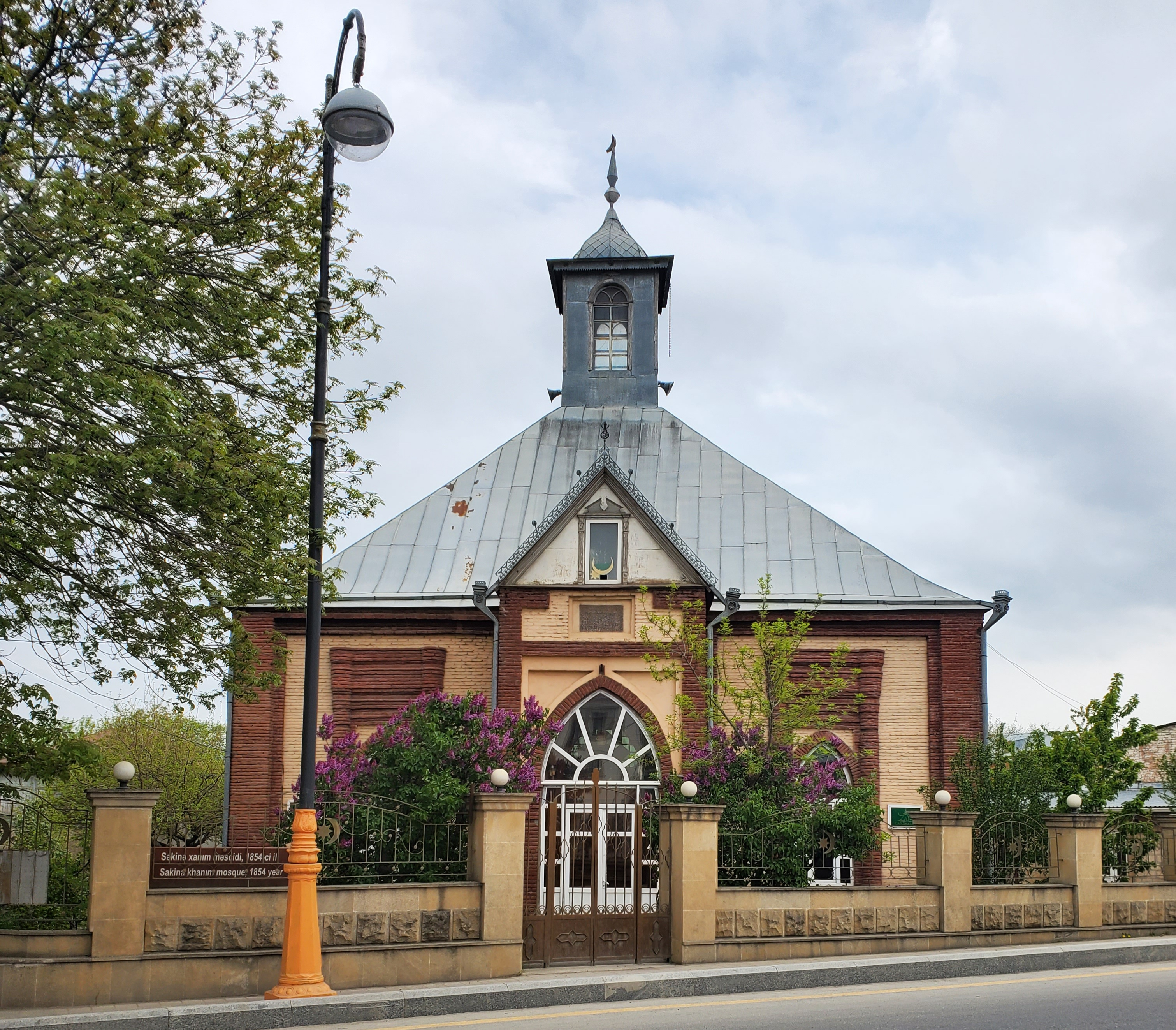
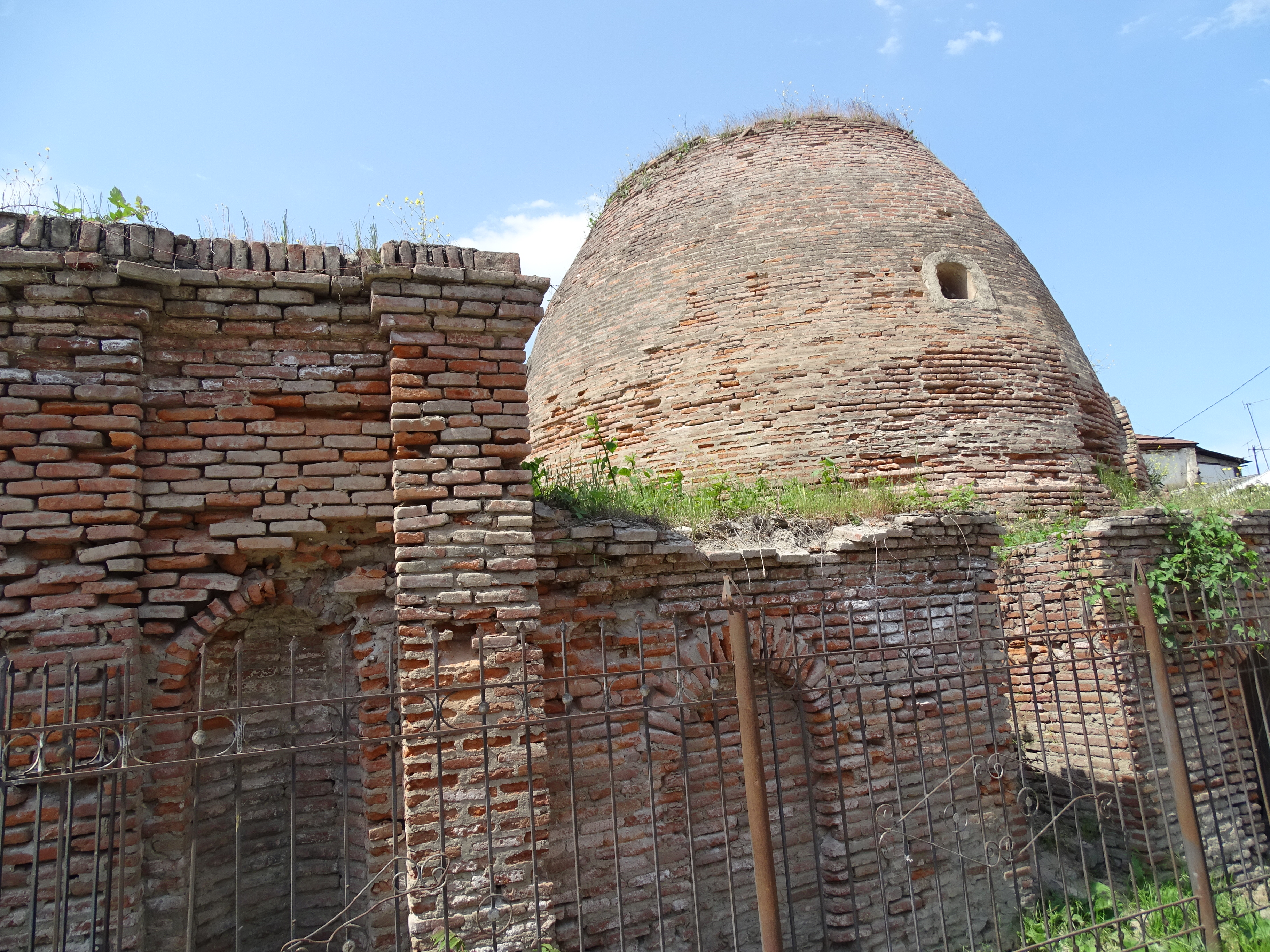
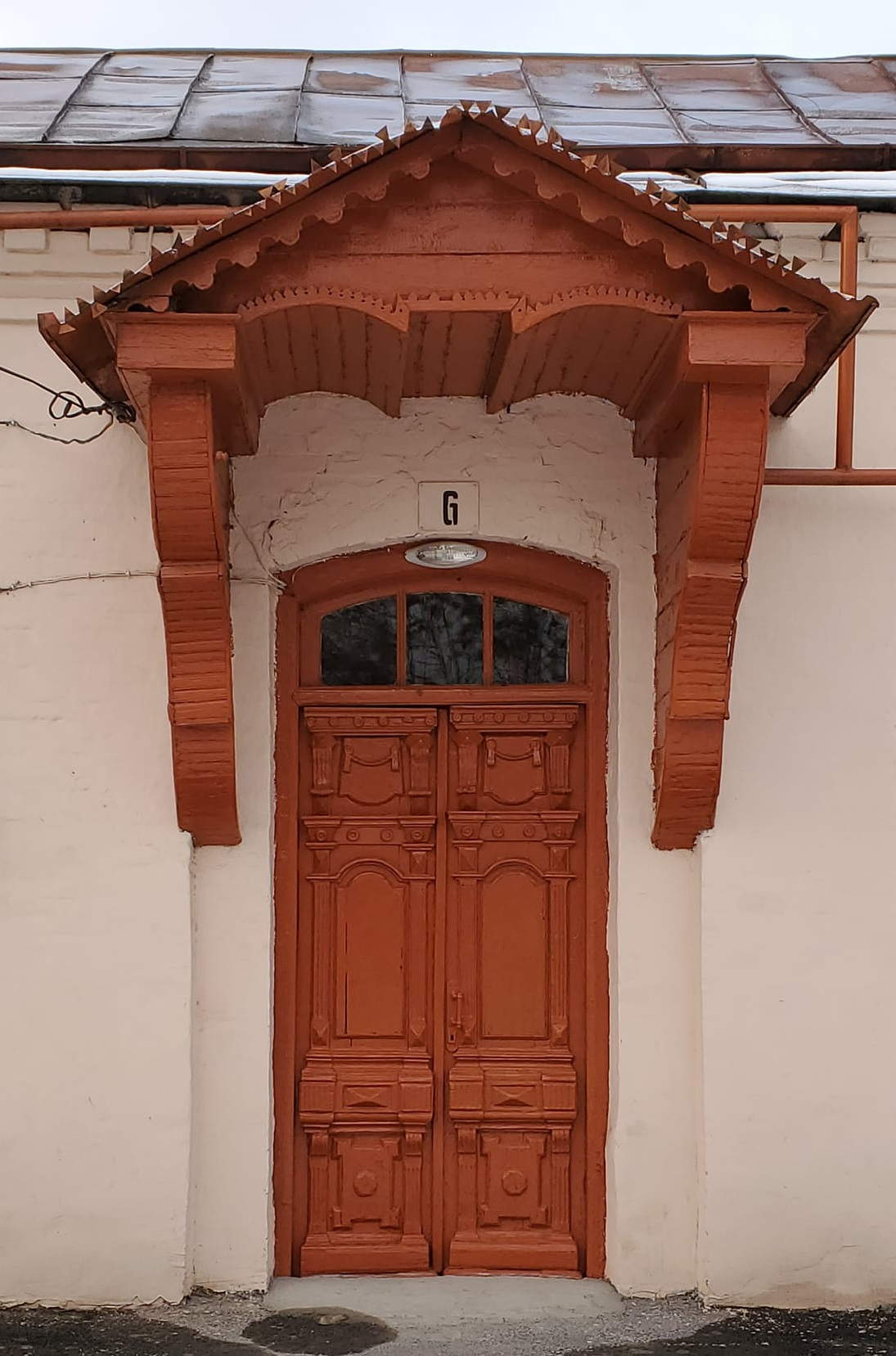
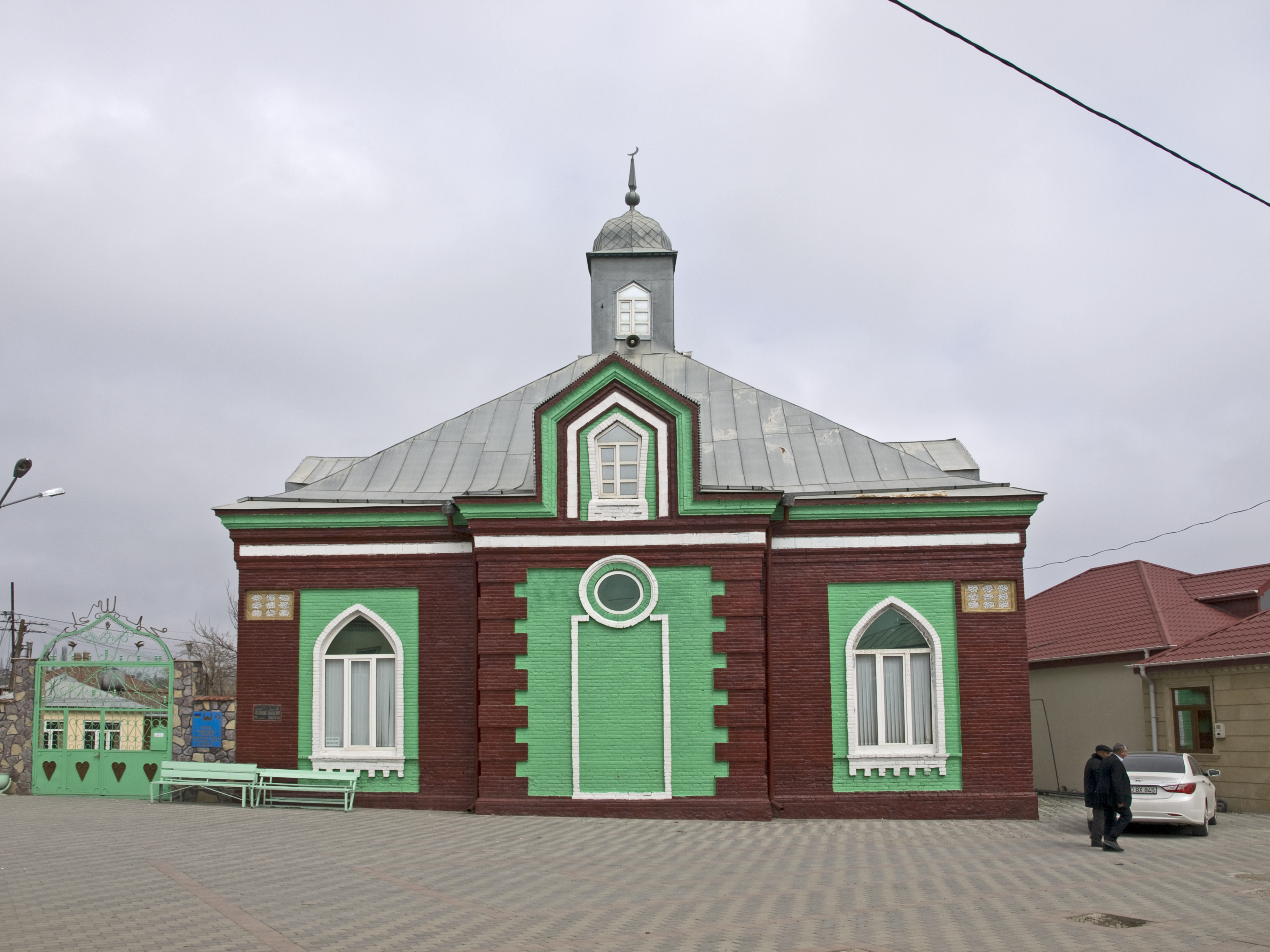
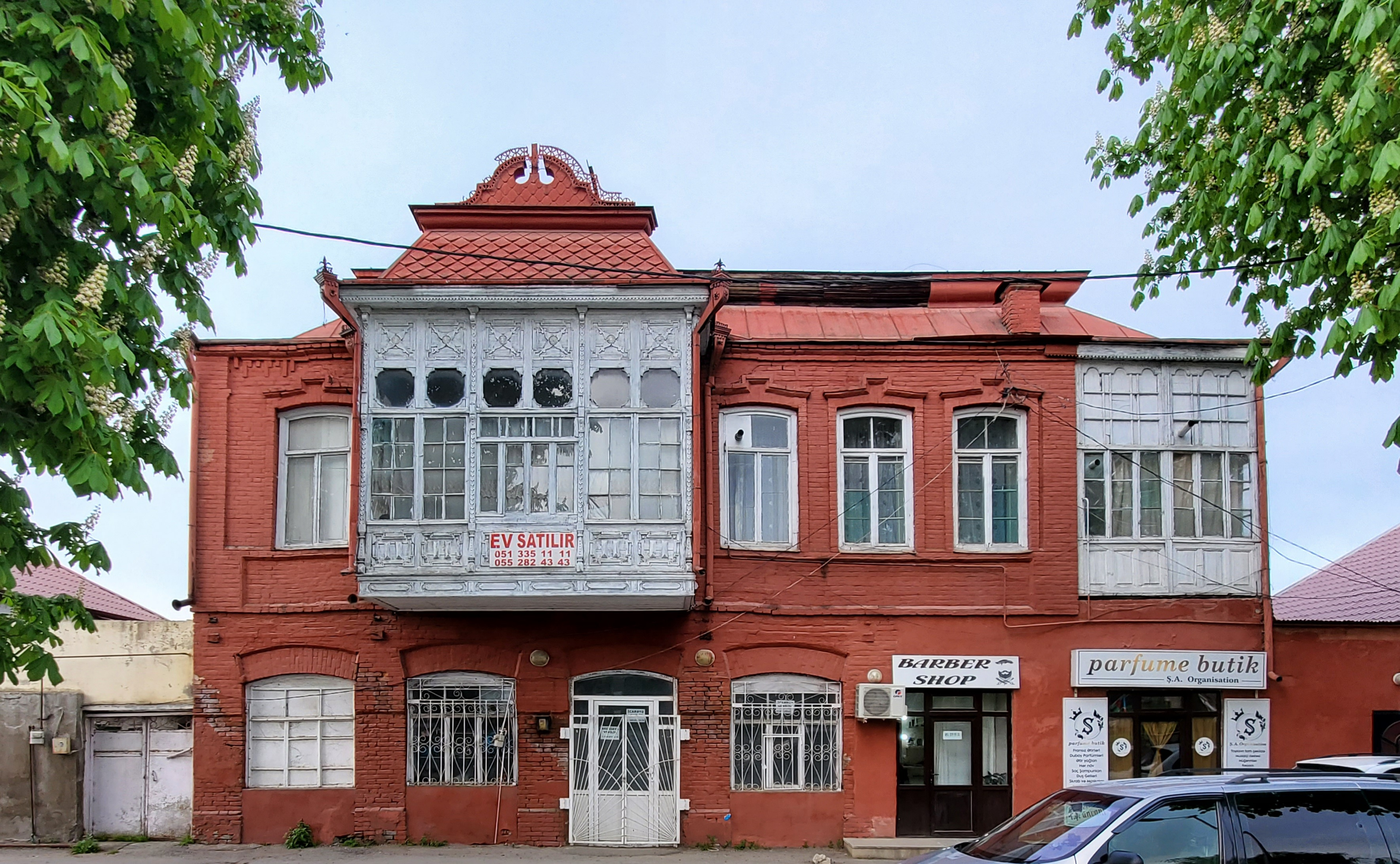
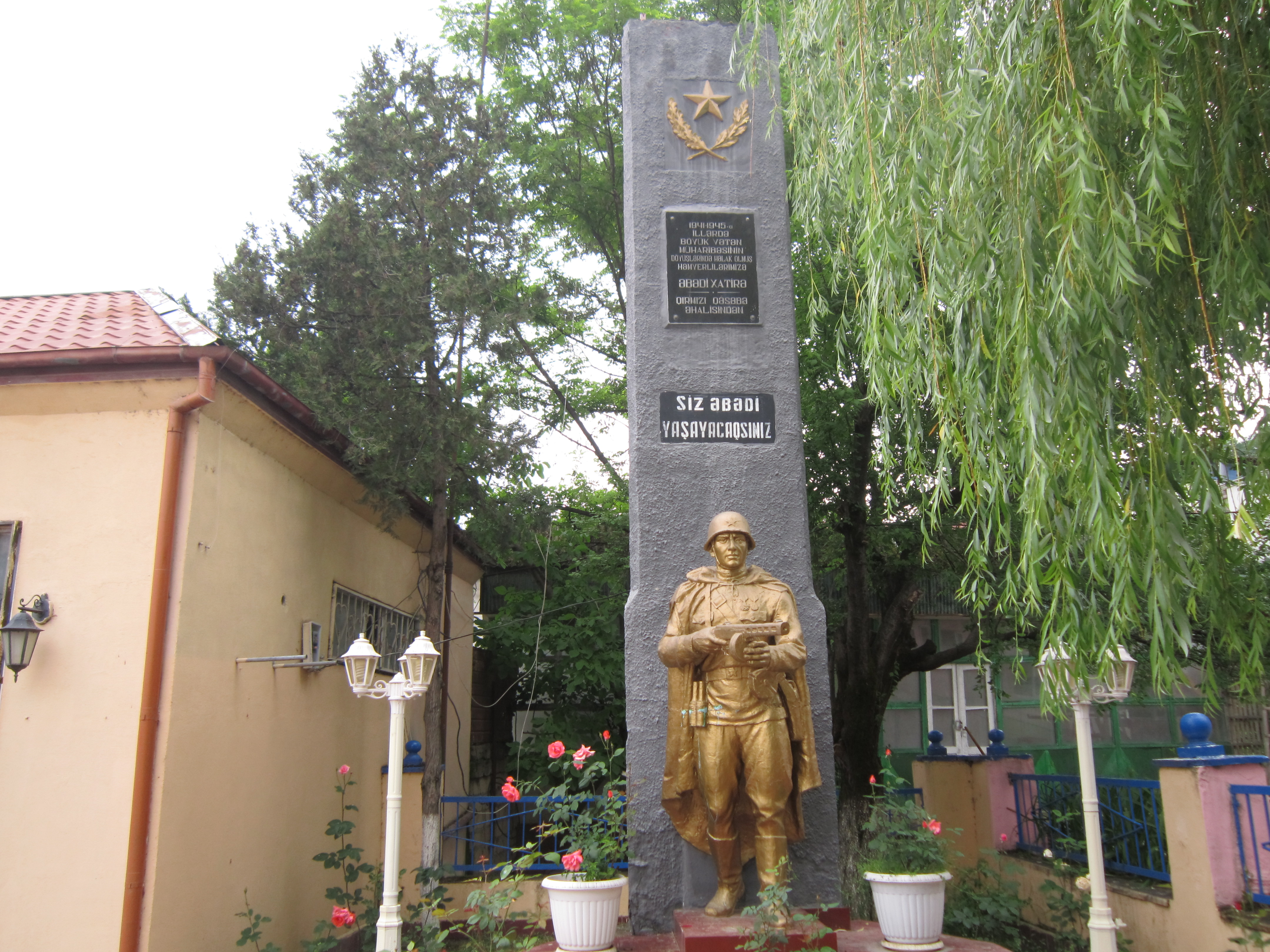